# USS LST-334
O USS LST-334 foi um navio de guerra norte-americano da classe LST que operou durante a Segunda Guerra Mundial.